# 本覚寺 (台東区)
本覚寺（ほんがくじ）は、東京都台東区松が谷にある日蓮宗の寺院。山号は龍鳴山。旧本山は大本山本圀寺(六条門流)、奠師法縁(奠統会)。江戸十大祖師の日限祖師（日限満願祖師、六老僧の一人日朗作という）。

## 歴史
天正19年（1591年）馬喰町に関根卯兵衛（円了院成身日満）の開基で上行院日覚（元和8年（1622年）没、徳川家康に随伴して江戸に入府した。）を開山として（一説に永禄元年（1558年）三河で）創建。明暦3年（1657年）明暦の大火で焼失後、現在地に移転。明治35年（1902年）智鳳院日透が再興。

## 境内
- 祖師堂　昭和10年（1935年）鉄筋コンクリート造で建立、戦災で焼損し昭和50年（1975年）再建（一説に改修）された。
- 福徳稲荷大明神　延喜5年（905年）当地に勧請されたという。昭和59年（1984年）現在の社殿がに再建された。

## 歴代
- 上行院日覚

## 交通アクセス
- 銀座線稲荷町駅より徒歩約9分（経路案内）。

## 参考資料
- 日蓮宗寺院大鑑編集委員会『宗祖第七百遠忌記念出版 日蓮宗寺院大鑑』大本山池上本門寺 (1981年)
- 『御府内寺社備考』